# نيبويشا باستاجيتش
نيبويشا باستاجيتش (بالفرنسية: Nebojša Bastajić)‏ مواليد 20 أغسطس 1990 في بلغراد، هو لاعب كرة قدم صربي احترف سابقاً في دوري الدرجة الأولى السعودي مع نادي البكيرية كمهاجم.

## روابط خارجية
- نيبويشا باستاجيتش على موقع قاعدة بيانات كرة القدم.إي يو (الإنجليزية)
- نيبويشا باستاجيتش على موقع Soccerbase.com (لاعب) (الإنجليزية)
- نيبويشا باستاجيتش على موقع Soccerway.com (الإنجليزية)
- نيبويشا باستاجيتش على موقع عالم كرة القدم.نت (الإنجليزية)